# Кубок Бангладеш з футболу 2022—2023
Кубок Бангладеш з футболу 2022—2023 — 34-й розіграш кубкового футбольного турніру у Бангладеш. Титул володаря кубка водинадцяте здобув Мохамеддан.

## Календар
| Раунд               | Дата                           | Матчі | Клуби  |
| ------------------- | ------------------------------ | ----- | ------ |
| Груповий турнір     | 20 грудня 2022 - 3 лютого 2023 | 16    | 11 → 8 |
| 1/4 фіналу          | 4 квітня - 2 травня 2023       | 4     | 8 → 4  |
| 1/2 фіналу          | 9-16 травня 2023               | 2     | 4 → 2  |
| Матч за третє місце | 23 травня 2023                 | 1     |        |
| Фінал               | 30 травня 2023                 | 1     | 2 → 1  |

## 1/4 фіналу
| Команда 1             | Рахунок | Команда 2                 |
| --------------------- | ------- | ------------------------- |
| 4 квітня 2023         |         |                           |
| Башундхара Кінгс      | 3:1     | Муктіджоддха Сангсад      |
| 11 квітня 2023        |         |                           |
| Дакка Абахані Лімітед | 1:0     | Шейх Джамал Дхамонді Клаб |
| 18 квітня 2023        |         |                           |
| Мохамеддан            | 4:1     | Абахані Читтаґонґ         |
| 2 травня 2023         |         |                           |
| Рахматжанж МФС        | 0:1     | Шейх Руссель              |

## 1/2 фіналу
| Команда 1             | Рахунок | Команда 2    |
| --------------------- | ------- | ------------ |
| 9 травня 2023         |         |              |
| Башундхара Кінгс      | 1:2     | Мохамеддан   |
| 16 травня 2023        |         |              |
| Дакка Абахані Лімітед | 3:0     | Шейх Руссель |

## Матч за третє місце
| Команда 1        | Рахунок | Команда 2    |
| ---------------- | ------- | ------------ |
| 23 травня 2023   |         |              |
| Башундхара Кінгс | 2:1     | Шейх Руссель |

## Фінал
| 30 травня 2023 |

| Мохамеддан                                  | 4:4 дч   | Дакка Абахані Лімітед                      |
| ------------------------------------------- | -------- | ------------------------------------------ |
| Діабате 57' 61' 84' 105+4'                  | Протокол | Фахім 17' Коліндрес 43' Емека 66' Міа 118' |
|                                             | Пенальті |                                            |
| - Діабате - Аламгір - Дуарте - Емон - Іслам | 4:2      | - Аугусто - Емека - Мохаммад - Коліндрес   |

| Шахід Дхірендранатх Датта Стедіум, Комілла Глядачів: 12 600 Арбітр: Мд Аламгір Саркер |